# Museo provinciale del Castello del Buonconsiglio
Il museo provinciale del Castello del Buonconsiglio (anche noto come Castello del Buonconsiglio. Monumenti e collezioni provinciali) è il nome ufficiale di un complesso museale della provincia autonoma di Trento costituito da cinque diverse sedi:
- Il castello del Buonconsiglio a Trento
- Il castello di Stenico a Stenico nelle Giudicarie
- Il castel Beseno a Besenello
- Il castel Thun a Vigo di Ton in val di Non
- Il castel Caldes a Caldes in val di Sole

Alla fine della prima guerra mondiale il castello del Buonconsiglio di Trento divenne proprietà dello stato e nel 1924, dopo un'opera di restauro, venne istituito il "museo nazionale" per offrire una sede unitaria alle collezioni del "museo civico di Trento", nel 1973 la competenza sui Beni Culturali del Trentino passò alla provincia autonoma di Trento, il museo venne rinominato "museo provinciale d'arte", la denominazione attuale risale al 1992.

## Le sedi

### Trento - Castello del Buonconsiglio
La sede del castello del Buonconsiglio ospita diverse sezioni dedicate all'archeologia, all'arte antica, a quella medievale, moderna e contemporanea.